# Rasmus Eriksson
Rasmus Eriksson, född  10 juni 1993 i Ystad, är en svensk filmfotograf.

## Biografi
Rasmus Erikssons far var journalist och hans mor förskollärare. Han började inom filmbranschen när han var 17 år och arbetade som C-foto på ett stort antal inspelningar, bland annat på tv-serierna The Rain och Bron.
Eriksson avlade kandidatexamen i filmfotografi vid University of California, Los Angeles och masterexamen i samma ämne vid Den Norska Filmskolan i Oslo. Här mötte han även producenten Anna Moland, dotter till regissören Hans Petter Moland. Tillsammans var de tidiga med att specialisera sig inom On-set virtual production.
Eriksson är A-fotograf på två säsonger av SVT-serien Festen där han arbetade tillsammans med regissören Maria Karlsson Thörnqvist att " ... skildra Malmö ungas perspektiv och känslan av att vara ung i Malmö i dag". Festen låg länge på SVT:s topp-10 över de mest sedda serierna. 2021 var han åter aktuell i Malmö då han var kameraoperatör på säsong 1 av den hyllade serien Tunna blå linjen.
2022 filmade han Maria Karlsson Thörnqvist TV-serie FEJK som är SVT Dramas seriesatsning med premiär våren 2023.
2021 mottog han Anders Sandrews stiftelses stipendium som delas ut till unga filmskapare som besitter särskild talang inom de konstnärliga yrkesområdena.

## Filmografi (foto) i urval
- 2019 – Festen (TV-serie) (säsong 2)
- 2020 – Festen (TV-serie) (säsong 3)
- 2023 – fejk (TV-serie)

## Filmografi (kameraoperatör) i urval
- 2018 –  Far til fire i solen
- 2021 – Tunna blå linjen (TV-serie) (säsong 1)
- 2023 – fejk (TV-serie)

## Utmärkelser (foto) i urval
- 2022 – Best Cinematography på Scorpius Award för Woodland Cemetery[10]
- 2021 – Best Cinematography på Short to the Point International Film Festival för Woodland Cemetery [11]